# Harald Kloser
Harald Kloser (Hard, 9 luglio 1956) è un musicista, sceneggiatore e produttore cinematografico austriaco, autore di colonne sonore per film e televisione.

## Filmografia

### Compositore

#### Cinema
- Sternberg - Shooting Star (1988)
- Ach, Boris... (1990)
- Requiem per Dominic (1990)
- Butterbrot (1990)
- Il viaggio fantastico (Die Abenteuer von Pico und Columbus), regia di Michael Schoemann (1992)
- Magenta (1996)
- 6 Stunden Angst (1997)
- Marco at Work (1997)
- Der Unfisch (1997)
- Lolita - I peccati di Hollywood (Quiet Days in Hollywood), regia di Josef Rusnak (1997)
- A Further Gesture (1997)
- Comedian Harmonists (1997)
- Il tredicesimo piano (1999)
- The Venice Project (1999)
- Nichts als die Wahrheit (1999)
- Marlene (2000)
- Eine Handvoll Gras (2000)
- Ice Cream Sundae (2001)
- Der Tunnel (2001)
- Feindliche Übernahme - althan.com (2001)
- Im Labyrinth (2003)
- The Day After Tomorrow - L'alba del giorno dopo (The Day After Tomorrow), regia di Roland Emmerich (2004)
- Alien vs. Predator (2004)
- Die Sturmflut (2006) (TV)
- Dresda (Dresden), regia di Roland Suso Richter – film TV (2006)
- Mad Lane (2006)
- 10.000 AC, regia di Roland Emmerich (2008)
- 2012 (2009)
- Anonymous, regia di Roland Emmerich (2011)
- Independence Day - Rigenerazione (Independence Day: Resurgence), regia di Roland Emmerich (2016)
- Midway, regia di Roland Emmerich (2019)
- Moonfall, regia di Roland Emmerich (2022)

#### Televisione
- Il commissario Kress - serie TV, 1 episodio (1990)
- Jolly Joker (1991) (TV)
- Mio marito è innocente (1993) (TV)
- Liebe in Hollywood (1995) (TV)
- The O.J. Simpson Story (1995) (TV)
- Die Partner (1995) (TV)
- Fascino assassino (1996) (TV)
- And Never Let Her Go (2001) (TV)
- Die heilige Hure (1997) (TV)
- Mein Papa ist kein Mörder (1997) (TV)
- Intenzione premeditata (2000) (TV)
- Kiss Tomorrow Goodbye, regia di Jason Priestley - film TV (2000)
- Ali: An American Hero (2000) (TV)
- Crociati - miniserie TV (2001)
- Sins of the Father - film TV (2002)
- Il bacio di Dracula (2002) (TV)
- RFK (2002) (TV)
- Rudy: The Rudy Giuliani Story (2003) (TV)

### Produttore
- 10.000 AC, regia di Roland Emmerich (2008)
- 2012 (2009)
- Independence Day - Rigenerazione (Independence Day: Resurgence), regia di Roland Emmerich (2016)
- Midway, regia di Roland Emmerich (2019)
- Moonfall, regia di Roland Emmerich (2022)
- Those About to Die, regia di Roland Emmerich e Marco Kreuzpaintner – miniserie TV (2024)

### Sceneggiatore
- 10.000 AC, regia di Roland Emmerich (2008)
- 2012 (2009)
- Moonfall, regia di Roland Emmerich (2022)

## Riconoscimenti
- BMI Film & TV Award
  - 2004 - BMI Film Music Award per Alien vs. Predator
  - 2005 - BMI Film Music Award per The Day After Tomorrow - L'alba del giorno dopo
  - 2012 - BMI Film Music Award - Musica da film (condiviso con Thomas Wander)